# شهرستان اوگلگورسکی
شهرستان اوگلگورسکی (به لاتین: Uglegorsky District) یک شهرستان در روسیه است که در استان ساخالین واقع شده‌است.